# Adams Ridge
Adams Ridge ist ein scharfgratiger und felsiger Gebirgskamm von 6,5 km Länge und bis zu 800 m Höhe im ostantarktischen Viktorialand. In der Explorers Range markiert er den westlichen Rand der Bowers Mountains unmittelbar südlich der Einmündung des Sheehan-Gletschers in den Rennick-Gletscher.
Das New Zealand Antarctic Place-Names Committee benannte ihn 1983 nach dem neuseeländischen Geologen Chris Adams, der zwischen 1981 und 1982 im nördlichen Viktorialand arbeitete.